# Chiesa insabbiata
La chiesa di San Lorenzo (in danese Sct. Laurentii Kirke), meglio nota come chiesa insabbiata (Den Tilsandede Kirke, tradotta anche come chiesa sepolta) o chiesa vecchia di Skagen, è un edificio religioso del tardo XIV secolo dedicato a San Lorenzo, situata a un paio di chilometri a sud-ovest dal centro della città di Skagen, in Danimarca.
La chiesa, di considerevole grandezza e costruita interamente in mattoni, nella seconda metà del XVIII secolo fu parzialmente sepolta dalla sabbia delle dune circostanti; la congregazione degli Ospedalieri di Santo Spirito, che gestiva la chiesa a partire dal 1459, doveva ripulire l'accesso alla chiesa dalla sabbia ogni volta che vi si svolgeva una funzione. Gli sforzi per tenerla libera dalla sabbia durarono fino al 1795, quando fu abbandonata. In seguito venne demolita, lasciando ancora in piedi il campanile con il frontone a gradini come unica parte della struttura.

## Storia

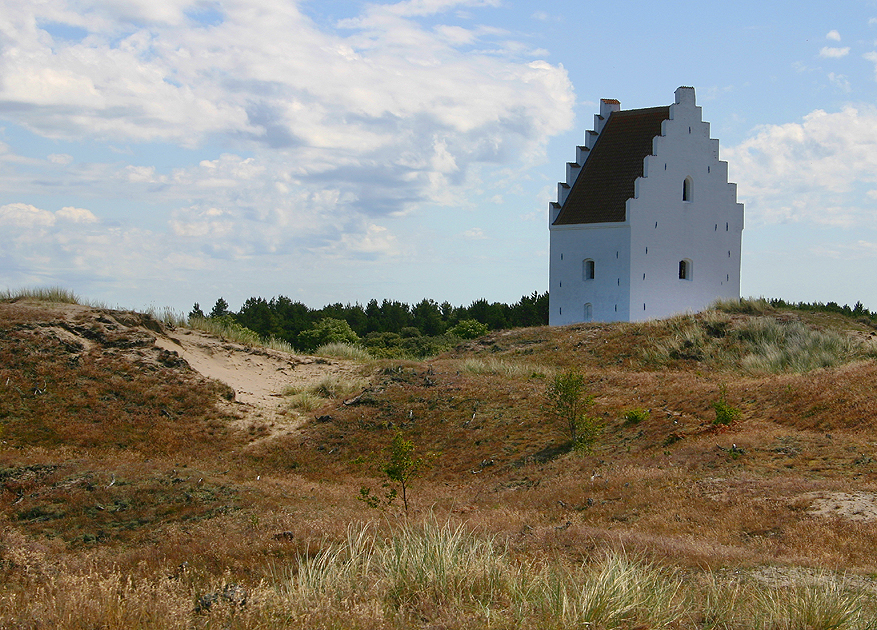
In epoca medievale la chiesa insabbiata era la più grande chiesa della regione di Vendsyssel. Oggi rimane solo il campanile della chiesa, che si erge sopra le dune sabbiose.

La chiesa fu menzionata per la prima volta in relazione all'incagliamento di una nave anseatica a Skagen il 31 marzo 1387. Il primo giorno furono recuperati 861 imballi di stoffa e trasportati nella chiesa più vicina. Il giorno seguente il signor Bernhard, prete della chiesa, trasportò altri sette pacchi di stoffa all'interno della chiesa insabbiata. La regina Margherita I di Danimarca ricevette 400 confezioni di stoffa e nel 1394 accettò di pagare in contropartita 320 noble, anche se i mercanti avevano valutato la stoffa 2.750 noble. Il sacerdote tenne per sé i sette pacchi di stoffa ma giurò "sulla sua dignità di prete di riferire al re e alla regina quanta stoffa contenessero".
La chiesa fu sotto il controllo della corona danese fino al 1459, quando la sua proprietà venne consegnata all'Ospedale dello Spirito Santo di Aalborg.

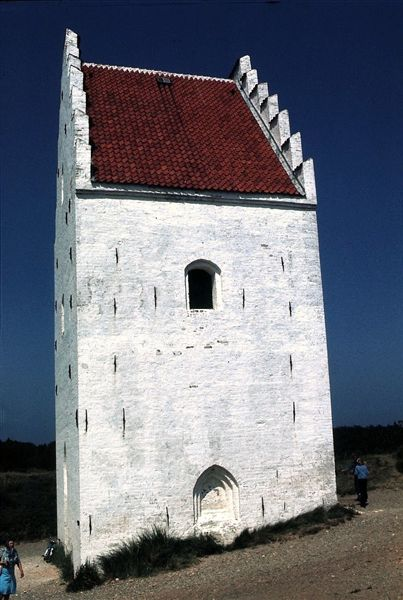
Campanile della chiesa insabbiata

Le dune di sabbia iniziarono a spostarsi da Råbjerg Mile intorno al 1600, quando l'area circostante la chiesa fu colpita dalla desertificazione che distrusse i campi, invasero completamente il villaggio adiacente (vicino a Skagen) e infine raggiunsero la chiesa nel tardo XVIII secolo. Un fenomeno analogo si verificò in diverse aree costiere del Mare del Nord tra il 1400 e il 1800, interessando la Scozia, la Danimarca e i Paesi Bassi; negli anni 90 del XVII secolo in Scozia si verificarono due eventi simili, e la desertificazione dell'area di Skagen si completò nel corso di due secoli.
Nel 1775, durante il giorno della grande preghiera (Store bededag, festa religiosa danese celebrata il quarto venerdì dopo la Pasqua), la congregazione dovette liberare la porta della chiesa per poter celebrare la funzione, e nei 20 anni seguenti gli abitanti di Skagen dovettero lottare per mantenere la chiesa accessibile. Gli arredi e le decorazioni interne furono rimossi e alcune suppellettili vendute e nel 1795 la chiesa venne chiusa secondo un decreto reale e poi smantellata. Nel 1841 il famoso architetto Christian Frederik Hansen progettò la nuova chiesa di Skagen, dove furono portati il calice, i candelieri e una campana prelevati dalla chiesa demolita.
L'ultimo funerale nel cimitero ebbe luogo nel 1801 o nel 1810. Alla fine del XIX secolo, il Museo nazionale danese, che ora possiede il sito, effettuò alcuni scavi di piccola entità nei pressi della torre. Il sito in cui era posta la navata invece non è mai stato oggetto di indagine, ma si ritiene che il pavimento, l'altare e il fonte battesimale siano ancora presenti sotto la sabbia. L'unica struttura ancora esistente dell'antica chiesa e del villaggio ormai sepolto è il campanile imbiancato della chiesa, che ancora oggi viene utilizzato come punto di riferimento per la navigazione.
La struttura ha attirato l'attenzione di alcuni scrittori come Hans Christian Andersen, che utilizzò la chiesa come ambientazione per il racconto intitolato Una storia dalle dune (En Historie fra Klitterne). Il campanile è divenuto edificio storico a partire dal 1937, ed è una delle chiese danesi più conosciute.

## Architettura
La chiesa insabbiata è una delle costruzioni più antiche di Skagen. Eretta in stile gotico baltico tra il 1355 e il 1387, data in cui è stata menzionata per la prima volta, era composta da una lunga navata a volta dotata di contrafforti esterni, mentre la torre con un frontone a gradini, una parte delle struttura ancora visibile, fu aggiunta intorno al 1475. La sagrestia era situata nella parte rivolta a nord, il sagrato sul lato sud, ed il campanile si trovata all'estremità occidentale della navata. Era lunga 45 metri incluso il campanile, alto poco più di 22 metri. La struttura della chiesa era costruita in mattoni rossi con un tetto in piombo, mentre il campanile presentava dei mattoni gialli distribuiti in motivi geometrici, che vennero ricoperti con un intonaco bianco dopo il 1816. I mattoni erano stati importati dai Paesi Bassi e dalla Germania, principalmente da Lubecca. Oggi sono visibili al di sopra della sabbia circa 18 metri del campanile.